# Arvid Söderblom
Arvid Söderblom, född 19 augusti 1999 i Göteborg, är en svensk professionell ishockeymålvakt som spelar för Chicago Blackhawks i NHL.

## Klubbar
- Frölunda HC J20, J20 Superelit (2014/2015 - 2017/2018)
- Frölunda HC, SHL (2016/2017 - 2018/2019)
- Hanhals IF, Division 1 (2017/2018 - 2018/2019) (lån)
- Tingsryds AIF, Allsvenskan (2019/2020) (lån)
- Skellefteå AIK, SHL (2020/2021)
- Chicago Blackhawks, NHL (2021/2022 - )